# Anna z Rogendorfu
Anna z Rogendorfu (1500? – 5. října 1562) byla rakouská šlechtična, dcera Wolfganga z Rogendorfu a Alžběty z Lichtenštejna a druhá manželka Jošta III. z Rožmberka.

## Život a rodina
Narodila se v rodině Wolfganga z Rogendorfu, místodržícího císaře Karla V. ve Frísku. Dne 17. července 1530 se v Augsburgu provdala za Jošta III. z Rožmberka. Z manželství se narodilo sedm dětí. Anna zemřela v říjnu 1562 a byla pochována v rožmberské rodové hrobce ve Vyšebrodském klášteře.

## Potomci
- 1. Ferdinand (27. dubna 1531 – 27. prosince 1531)
- 2. Alžběta (28./30. října 1532 – 5. února 1576)
- 3. Oldřich (10. února 1534 – 21. února 1535)
- 4. Vilém (10. března 1535 – 31. srpna 1592, Praha), nejvyšší purkrabí Českého království 1570–1592, nejvyšší komorník Českého království 1560–1570,
⚭ 1557 Kateřina Brunšvická (28. května 1534 – 10. května 1559, Karlovy Vary)
⚭ 1561 Žofie Braniborská z Hohenzollernu (14. prosince 1541, Berlín – 27. června 1564, Český Krumlov)
⚭ 1578 Anna Marie Bádenská (22. května 1562 – 25. dubna 1583, Třeboň)
⚭ 1587 Polyxena z Pernštejna (1566 – 24. května 1642, Praha)
- 5. Bohunka (17. března 1536 – 16. listopadu 1557, Horšovský Týn), manž. 1556 Jan mladší Popel z Lobkovic (8. listopadu 1510 – 12. dubna 1570, Praha), nejvyšší purkrabí Českého království 1554–1570, nejvyšší komorník Českého království 1549–1554
- 6. Eva (12. dubna 1537, Český Krumlov – srpen 1591, Mantova),
⚭ 1564 Mikuláš Šubič Zrinský (1507/08 – 7. září 1566, Szigetvár), chorvatský a uherský vojevůdce, padl v boji proti Turkům
⚭ 1578 Paolo de Gassoldo
- 7. Petr Vok (1. října 1539 – 6. listopadu 1611), poslední členem svého rodu, manž. 1580 Kateřina z Ludanic (1565 – 22. června 1601, Český Krumlov), jejich manželství zůstalo bezdětné, smrtí Kateřiny vymřel po přeslici i rod pánů z Ludanic